# Pedro Abrunhosa
Pedro Machado Abrunhosa, mais conhecido por Pedro Abrunhosa (Sé, Porto, 20 de Dezembro de 1960), é um cantor e compositor português.

## Carreira
Inicia cedo os estudos musicais mais seriamente em 1976. Termina o Curso de Composição do Conservatório de Música do Porto, após o que estuda e trabalha com os professores Álvaro Salazar e Jorge Peixinho. Faz o Curso de Pedagogia Musical com Jos Wuytack.
Aos dezasseis anos já dava aulas na Escola de Música do Porto. Pouco depois ensinava também no ensino oficial, na Escola do Hot Clube, em Lisboa, e na Escola de Música Caiús. Desenvolve os estudos de Contrabaixo. Funda a Escola de Jazz do Porto e a Orquestra da mesma, que dirige e para a qual escreve.
Trabalha nesta área por toda a Europa com Joe Hunt, Wallace Rooney, Gerry Nyewood, Steve Brown, Todd Coolman, Billy Hart, Bill Dobbins, Dave Schnitter, Jack Walrath, Boulou Ferré, Elios Ferré, Ramon Cardo, Frankie Rose, Vicent Penasse e Tommy Halferty.
Em Abril de 1994 é editado o álbum "Viagens", gravado conjuntamente com os Bandemónio. O disco é um enorme sucesso atingindo a marca de tripla platina. Neste álbum conta com a participação especial do saxofonista de James Brown, Maceo Parker. Faz mais de duzentos espectáculos em apenas dois anos. Apresenta-se ainda nos Estados Unidos, Canadá, Brasil, Macau, França, Suíça, Espanha, Luxemburgo, Itália e outros.
Lança em 1995 o Maxi-single "F" e um livro que causam um inesperado impacto.
Compôe a música "Se Eu Fosse Um Dia O Teu Olhar" para a banda sonora do filme Adão e Eva, que bate recordes de bilheteira.
Em 13 de Novembro de 1996 edita "Tempo", agora com uma nova formação dos Bandemónio. "Tempo" vende acima das 180 000 unidades, ultrapassando a marca de quádrupla platina. Para este álbum trabalhou em Minneapolis, Memphis e Nova Iorque com a banda de Prince, os New Power Generation, e Tom Tucker, seu engenheiro principal. Participam ainda Carlos do Carmo, Opus Ensemble e Rui Veloso. É editado o disco "Tempo - Versões e Reimixes".
Escreve, compõe e produz o musical "Rapaz de Papel", encomenda do Festival dos Cem Dias. Posteriormente grava todas estas músicas no álbum "Amanhecer" de Diana Basto.
É convidado por Caetano Veloso a realizar um espectáculo conjunto na Expo 98. É convidado pelo realizador Manoel de Oliveira para protagonista masculino do filme «A Carta», rodado em Paris, Itália, Nova Iorque, Lisboa e Londres. Contracena com Chiara Mastroianni. Com esse filme, laureado no Festival de Cinema de Cannes com o Grande Prémio do Júri, tem a oportunidade de fazer a famosa "Subida dos 24 Degraus".
As suas canções são gravadas e interpretadas no Brasil por artistas como Caetano Veloso, Maria Bethânia, Lenine, Zélia Duncan, Elba Ramalho, Zeca Baleiro, Sandra de Sá, Syang, Rio Soul, Edson Cordeiro, entre outros.

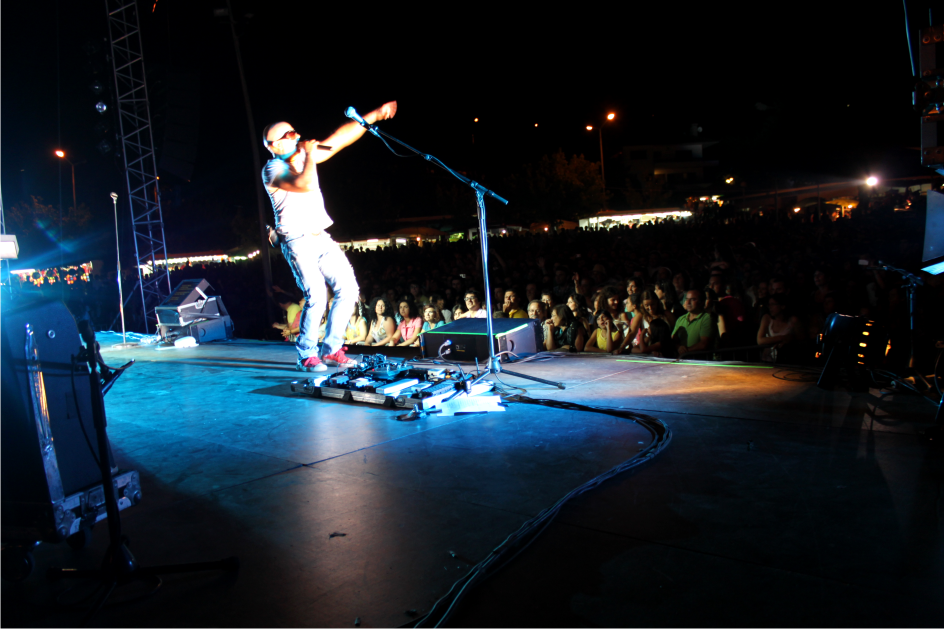
Pedro Abrunhosa em concerto ao vivo

Em 1999 edita "Silêncio", um disco de viragem extremamente importante para a carreira dos Bandemónio mas que fica aquém das vendas dos dois discos anteriores: ultrapassa as 40 000 unidades, atingindo a marca de platina.
Em 2002 edita "Momento", um êxito de vendas e "Airplay" em todas as rádios nacionais, e atingindo novamente a marca de dupla-platina, com vendas superiores a 90 000 unidades. Durante dois anos, a canção "Momento (Uma Espécie de Céu)" foi a mais tocada em Portugal.
Em 2003 edita o álbum triplo, "Palco", resultado dos emblemáticos concertos ao vivo com os Bandemónio e os HornHeads de Prince. Com o disco palco, dupla platina, atinge vendas de 72 000 unidades. Um discos inclui duetos com Lenine e Zélia Duncan.
Em 2004 encerra o Rock in Rio Lisboa, concerto integrado na sua digressão 2002/2004 com mais de 120 espectáculos realizados.
Faz palestras, debates e conferências por todo o país, sobretudo em faculdades, escolas e bibliotecas. Escreve para a TSF, «Magazine Artes», «Fórum Estudante» e outros trabalhos editados nas mais variadas publicações.
Em 2006 participa numa das músicas do álbum de estreia da banda portuguesa Cindy Kat, música essa - "A Saída". Edita ainda o livro «Canções», que rapidamente esgota, contendo partituras das suas mais emblemáticas músicas.
Lança em 3 de Abril de 2007 o single "Quem me leva os meus fantasmas", o primeiro single do novo álbum "Luz" lançado em 25 de Junho de 2007. Esta canção é gravada por Maria Bethânia, no final de 2013, no disco Cartas de Amor.
O primeiro concerto de Pedro Abrunhosa e os Bandemónio após o lançamento do álbum "Luz" tem lugar no espaço Paradise Garage, em Lisboa, na noite de 26 de Junho de 2007. É acompanhado ao vivo e em estúdio por: João André - baixo, Cláudio Souto - teclas, Edgar Caramelo - saxofone, Pedro Martins - bateria e Marco Nunes - guitarra
Anuncia um novo álbum a apresentar ao vivo, agora separado dos Bandemónio e com a sua nova banda, os Comité Caviar.
Desde 12 de Abril de 2010 o seu álbum "Longe" encontra-se disponível, data em que também foi lançado o seu mais recente website — http://www.abrunhosa.com/. O álbum "Longe" foi apresentado na Casa da Música, no Porto, a 2 de Maio de 2010, estando nessa altura no 1.º lugar no top de vendas.
Em 23 de maio de 2010, apresenta-se, num dueto, ao lado da diva brasileira Ivete Sangalo, durante a Gala de entrega dos Globos de Ouro, promovida pela SIC. No encontro, os dois cantam uma canção de autoria do próprio Abrunhosa chamada "Fazer O Que Ainda Não Foi Feito".
É um dos embaixadores da Associação Fonográfica Portuguesa no combate à pirataria na Internet.
Em 2013 lança um novo álbum. Chama-se "Contramão" e o primeiro registo a ser lançado, "Voámos em Contramão", é bastante tocado nas rádios portuguesas. Os 11 temas elegem a canção como forma de olhar para o amor, o estado do país ou até mesmo a intolerância religiosa.
Em 2016 é o autor do novo cântico de apoio à Seleção Nacional para o Euro 2016, em França. É uma adaptação de "Tudo o que eu te dou" do álbum "Viagens".
Em 2024 o álbum "Viagens" foi eleito o Melhor Disco da Música Portuguesa dos últimos 40 anos por um júri da revista BLITZ composto por 170 personalidades.

## Discografia

### Álbuns
- 1994 - Viagens
- 1996 - Tempo
- 1999 - Silêncio
- 2002 - Momento
- 2007 - Luz
- 2010 - Longe[6]
- 2013 - Contramão
- 2018 - Espiritual

### Álbuns ao vivo
- 2003 - Palco (3CD)
- 2011 - Coliseu (2CD)

### EPs
- 1995 - F
- 1997 - Tempo - Remixes e Versões
- 1998 - Pedro Abrunhosa

### DVD
- 2005 - Intimidade
- 2011 - Coliseu

## Bandas sonoras
Escreve e executa as bandas sonoras dos filmes: «A Carta», de Manoel de Oliveira (música incidental), «Amour en Latin», de Serge Abramovic, «Adão e Eva», de Joaquim Leitão, e "Novo Mundo" com base em imagens do cartoonista António.
Compõe ainda para as peças de teatro "Possessos de Amor", "A Teia" e "O Aniversário de Infanta" e "150 Anos de Bonfim".

## Prémios
- 2 Globos de Ouro
- Prémio Bordallo de Imprensa
- 4 prémios BLITZ
- 4 prémios Rádio Nova Era
- Prémio prestígio Nova Gente
- Prémio de Melhor Banda Sonora, em Espanha ("Novo Mundo")
- Prémio Melhor Compositor, pela RCL.
- Prémio Telemóvel de Ouro, pelo recorde de downloads das suas músicas
- Prémio Arco-Íris 2007 da Associação ILGA Portugal pelo tema "Balada de Gisberta", do álbum Luz